# Rocío Sánchez Moccia
Rocío Sánchez Moccia (Buenos Aires, 2 de agosto de 1988) es una exjugadora argentina de hockey sobre césped. Fue integrante de la Selección nacional. Fue subcampeona mundial juvenil en 2009. Con la selección mayor, obtuvo la medalla de plata en los Juegos Olímpicos de Londres 2012 y Tokio 2020. Además, ganó la medalla de bronce en los Juegos Olímpicos de París 2024.  
Rocío se retiró de la selección nacional luego de ganar la medalla de bronce en los Juegos Olímpicos de 2024.

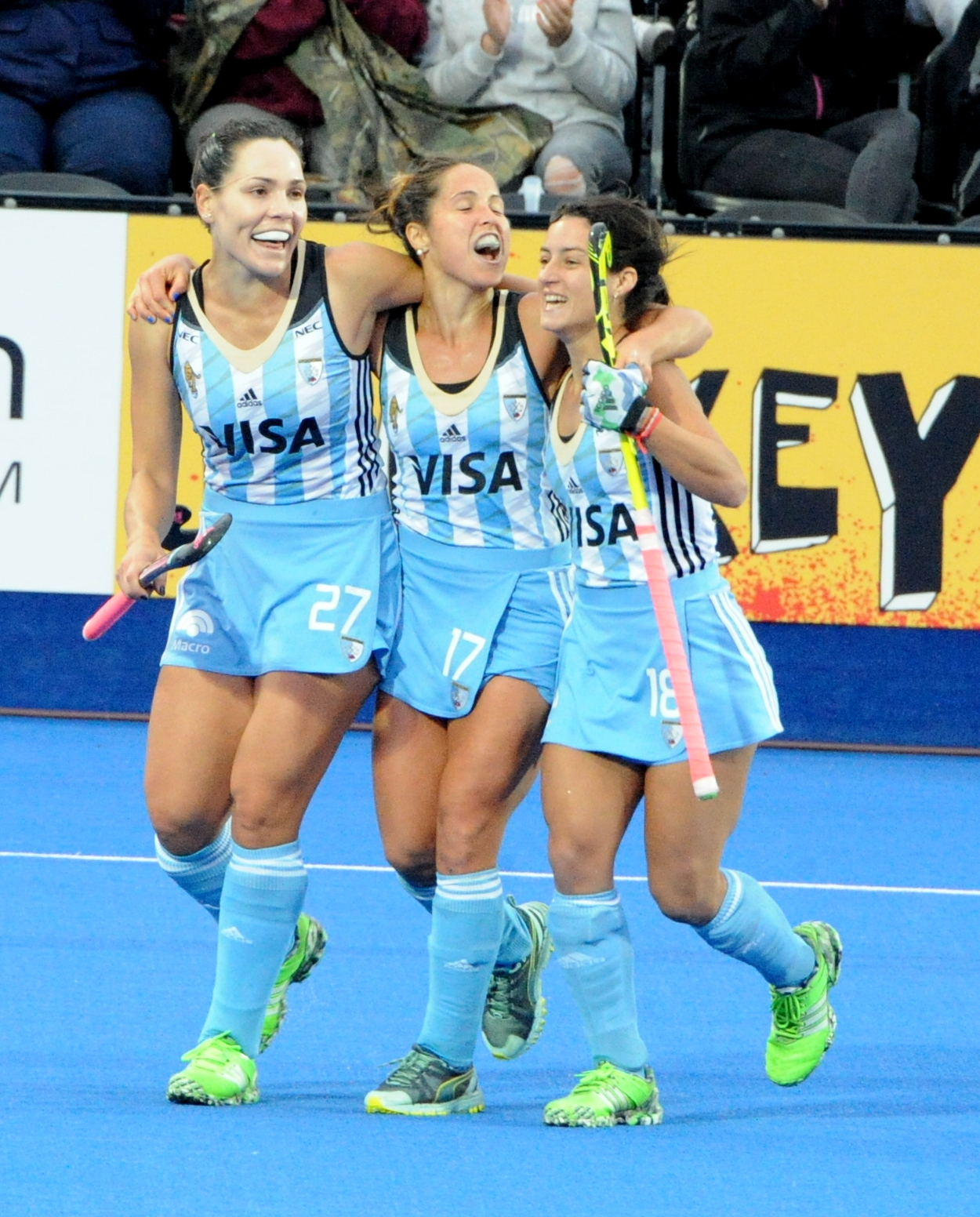
Sánchez Moccia junto a Noel Barrionuevo y Pilar Romang en 2016.

## Carrera deportiva
Pertenece al Club Liceo Naval de Buenos Aires. En 2008, participó en el Campeonato Panamericano Junior en México donde obtuvo el tercer puesto. En 2009, formó parte del equipo que ganó la Copa Panamericana y ese año fue subcampeona mundial junior en Boston, Estados Unidos.
En 2011, fue convocada a integrar la Selección mayor. Participó en el Champions Trophy y en los Juegos Panamericanos de Guadalajara 2011 obtuvo en ambos torneos la medalla de plata. En 2012, integró el equipo que ganó el Champions Trophy y ese año fue seleccionada para participar en los Juegos Olímpicos de Londres 2012 en donde obtuvo la medalla de plata. En 2013, alcanzó la medalla de oro en la Copa Panamericana disputada en Mendoza. En 2014, logró la medalla de bronce en el Campeonato Mundial y su segundo Champions Trophy que se realizó en la ciudad de Mendoza, Argentina.
En 2015, fue parte del equipo que compitió en los Juegos Panamericanos donde ganó la medalla de plata y la Liga Mundial disputada en la ciudad de Rosario, Argentina en el mes de diciembre.
En 2016, consiguió su tercer título en el Champions Trophy realizado en Londres, Inglaterra.

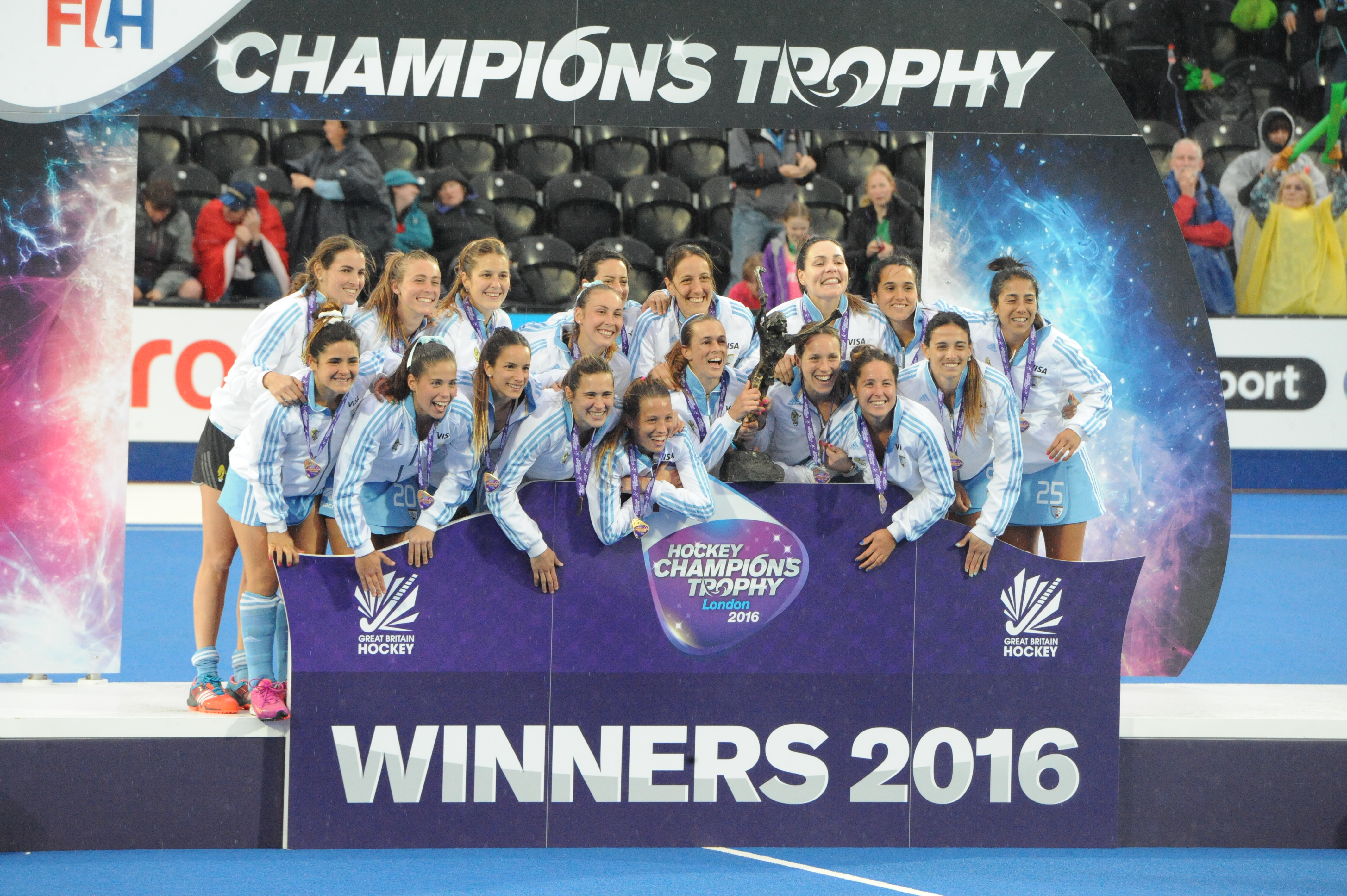
Festejos de la obtención del Champions Trophy 2016.

En 2017, obtuvo la Copa Panamericana disputada en Lancaster, Estados Unidos.
En agosto de 2021, ganó la medalla de plata en los Juegos Olímpicos de Tokio 2020.
En 2022, logró la clasificación al Campeonato Mundial tras ganar la Copa Panamericana realizada en Chile. Además, obtuvo la medalla de oro en la Hockey Pro League y el segundo puesto en el Campeonato Mundial.
En 2023 integró la Selección que compitió en los Juegos Panamericanos donde ganó la medalla de oro y logró la clasificación a los Juegos Olímpicos de París 2024.
Rocío fue abanderada de la delegación argentina junto a Luciano De Cecco en la ceremonia de apertura de los Juegos Olímpicos de París 2024, donde además ganó la medalla de bronce. Rocío se retiró de la selección nacional tras jugar el partido por el tercer puesto.